# Lista de deputados estaduais do Rio Grande do Sul da 56.ª legislatura
Esta é uma lista de deputados estaduais do Rio Grande do Sul da 56ª legislatura, que foram eleitos em 2 de outubro de 2022.

## Composição das bancadas
| Partido                                        | Federação                     | Líder                       | Bancada | Posição      |
| ---------------------------------------------- | ----------------------------- | --------------------------- | ------- | ------------ |
| Partido dos Trabalhadores (PT)                 | Federação Brasil da Esperança | Dep. Luiz Fernando Mainardi | 11 / 55 | Oposição     |
| Progressistas (PP)                             |                               | Dep. Guilherme Pasin        | 7 / 55  | Governo      |
| Movimento Democrático Brasileiro (MDB)         |                               | Dep. Edivilson Brum         | 6 / 55  | Governo      |
| Partido da Social Democracia Brasileira (PSDB) | Federação PSDB Cidadania      | Dep. Professor Bonatto      | 5 / 55  | Governo      |
| Republicanos                                   |                               | Dep. Delegado Zucco         | 5 / 55  | Independente |
| Partido Liberal (PL)                           |                               | Dep. Rodrigo Lorenzoni      | 5 / 55  | Independente |
| Partido Democrático Trabalhista (PDT)          |                               | Dep. Eduardo Loureiro       | 4 / 55  | Governo      |
| União Brasil                                   |                               | Dep. Aloísio Classmann      | 3 / 55  | Governo      |
| Partido Socialismo e Liberdade (PSOL)          | Federação PSOL REDE           | Dep. Luciana Genro          | 2 / 55  | Oposição     |
| Podemos (PODE)                                 |                               | Dep. Airton Lima            | 2 / 55  | Governo      |
| Partido Comunista do Brasil (PCdoB)            | Federação Brasil da Esperança | Dep. Bruna Rodrigues        | 1 / 55  | Oposição     |
| Partido Novo (NOVO)                            |                               | Dep. Felipe Camozzato       | 1 / 55  | Independente |
| Partido Socialista Brasileiro (PSB)            |                               | Dep. Elton Weber            | 1 / 55  | Governo      |
| Partido Social Democrático (PSD)               |                               | Dep. Gaúcho da Geral        | 1 / 55  | Governo      |
| Partido Trabalhista Brasileiro (PTB)           |                               | Dep. Elizandro Sabino       | 1 / 55  | Governo      |

## Deputados Estaduais
| Nome               | Partido      | Federação                     | Votos nominais |       |
| ------------------ | ------------ | ----------------------------- | -------------- | ----- |
| Gustavo Victorino  | Republicanos |                               | 112.920        | [ 2 ] |
| Luciana Genro      | PSOL         | Federação PSOL REDE           | 111.126        | [ 2 ] |
| Rodrigo Lorenzoni  | PL           |                               | 85.692         | [ 2 ] |
| Silvana Covatti    | PP           |                               | 82.717         | [ 2 ] |
| Matheus Gomes      | PSOL         | Federação PSOL REDE           | 82.401         | [ 2 ] |
| Sergio Peres       | Republicanos |                               | 74.685         | [ 2 ] |
| Valdeci Oliveira   | PT           | Federação Brasil da Esperança | 70.580         | [ 2 ] |
| Pepe Vargas        | PT           | Federação Brasil da Esperança | 69.949         | [ 2 ] |
| Ernani Polo        | PP           |                               | 67.515         | [ 2 ] |
| Costella           | MDB          |                               | 66.971         | [ 2 ] |
| Adão Pretto Filho  | PT           | Federação Brasil da Esperança | 66.457         | [ 2 ] |
| Kelly Moraes       | PL           |                               | 62.621         | [ 2 ] |
| Dirceu Franciscon  | UNIÃO        |                               | 61.797         | [ 2 ] |
| Jeferson Fernandes | PT           | Federação Brasil da Esperança | 60.280         | [ 2 ] |
| Delegado Zucco     | Republicanos |                               | 59.648         | [ 2 ] |
| Paparico Bacchi    | PL           |                               | 59.646         | [ 2 ] |
| Guilherme Pasin    | PP           |                               | 57.922         | [ 2 ] |
| Mainardi           | PT           | Federação Brasil da Esperança | 56.859         | [ 2 ] |
| Bruna Rodrigues    | PCdoB        | Federação Brasil da Esperança | 51.865         | [ 2 ] |
| Eduardo Loureiro   | PDT          |                               | 50.667         | [ 2 ] |
| Beto Fantinel      | MDB          |                               | 49.771         | [ 2 ] |
| Professor Bonatto  | PSDB         | Federação PSDB Cidadania      | 48.409         | [ 2 ] |
| Patrícia Alba      | MDB          |                               | 44.871         | [ 2 ] |
| Vilmar Zanchin     | MDB          |                               | 44.367         | [ 2 ] |
| Leonel Radde       | PT           | Federação Brasil da Esperança | 44.300         | [ 2 ] |
| Zé Nunes           | PT           | Federação Brasil da Esperança | 44.035         | [ 2 ] |
| Delegada Nadine    | PSDB         | Federação PSDB Cidadania      | 40.937         | [ 2 ] |
| Felipe Camozzato   | NOVO         |                               | 39.517         | [ 2 ] |
| Joel de Igrejinha  | PP           |                               | 39.225         | [ 2 ] |
| Sofia Cavedon      | PT           | Federação Brasil da Esperança | 39.039         | [ 2 ] |
| Stela Farias       | PT           | Federação Brasil da Esperança | 37.957         | [ 2 ] |
| Miguel Rossetto    | PT           | Federação Brasil da Esperança | 37.790         | [ 2 ] |
| Luciano Silveira   | MDB          |                               | 36.770         | [ 2 ] |
| Laura Sito         | PT           | Federação Brasil da Esperança | 36.705         | [ 2 ] |
| Frederico Antunes  | PP           |                               | 36.325         | [ 2 ] |
| Elton Weber        | PSB          |                               | 35.465         | [ 2 ] |
| Eliana Bayer       | Republicanos |                               | 35.288         | [ 2 ] |
| Edivilson Brum     | MDB          |                               | 34.358         | [ 2 ] |
| Claudio Branchieri | PODE         |                               | 33.709         | [ 2 ] |
| Gaúcho da Geral    | PSD          |                               | 32.717         | [ 2 ] |
| Neri, o Carteiro   | PSDB         | Federação PSDB Cidadania      | 32.378         | [ 2 ] |
| Elizandro Sabino   | PTB          |                               | 31.937         | [ 2 ] |
| Pedro Pereira      | PSDB         | Federação PSDB Cidadania      | 31.255         | [ 2 ] |
| Marcus Vinícius    | PP           |                               | 30.894         | [ 2 ] |
| Classmann          | UNIÃO        |                               | 29.671         | [ 2 ] |
| Capitão Martim     | Republicanos |                               | 29.040         | [ 2 ] |
| Adriana Lara       | PL           |                               | 28.309         | [ 2 ] |
| Santini            | PODE         |                               | 28.294         | [ 2 ] |
| Adolfo Brito       | PP           |                               | 28.115         | [ 2 ] |
| Dr. Thiago         | UNIÃO        |                               | 27.814         | [ 2 ] |
| Luiz Marenco       | PDT          |                               | 27.624         | [ 2 ] |
| Gerson Burmann     | PDT          |                               | 27.109         | [ 2 ] |
| Kaká D'avila       | PSDB         | Federação PSDB Cidadania      | 26.766         | [ 2 ] |
| Claudio Tatsch     | PL           |                               | 25.979         | [ 2 ] |
| Sossella           | PDT          |                               | 24.946         | [ 2 ] |

## Suplentes que assumiram
| Nome                    | Partido | Federação | Votos nominais | Titular                | Motivo                                                     |
| ----------------------- | ------- | --------- | -------------- | ---------------------- | ---------------------------------------------------------- |
| Professor Issur Koch    | PP      |           | 27.977         | Ernani Polo (PP)       | Assumiu a Secretária Estadual de Desenvolvimento Econômico |
| Rafael Braga Librelotto | MDB     |           | 33.930         | Beto Fantinel (MDB)    | Assumiu a Secretária Estadual de Assistência Social        |
| Airton Lima             | PODE    |           | 27.116         | Ronaldo Santini (PODE) | Assumiu a Secretária Estadual de Desenvolvimento Rural     |
| Airton Artus            | PDT     |           | 24.319         | Sossella (PDT)         | Assumiu a Secretária Estadual de Trabalho                  |
| Carlos Búrigo           | MDB     |           | 33.611         | Juvir Costella (MDB)   | Assumiu a Secretária Estadual de Transporte & Logística    |